# حقل الشاعر
حقل الشاعر هو أحد أهم مواقع الغاز الطبيعي في سوريا، ويقع في شمال غرب مدينة تدمر، وإلى شمال حقل جحار.

## تاريخ
يحتوي الحقل على أكثر من 30 مليار متر مكعب من الاحتياطيات ولعب دورًا حاسمًا في قطاع الطاقة في البلاد. ينتج الحقل في المقام الأول الغاز غير المصاحب، مما يعني أنه يتم استخراجه بشكل مستقل عن إنتاج النفط. وبحلول عام 2010، بلغ إجمالي إنتاج الغاز الطبيعي في الحقل حوالي 35 مليون متر مكعب سنويًا، بالتعاون بين شركة سنكور للطاقة الكندية مع شركة إيبلا السورية.
قبل الحرب الأهلية السورية، كان حقل الشاعر جزءًا من جهود أوسع نطاقًا تقودها الحكومة لتطوير صناعة الغاز الطبيعي. ومع ذلك، فإن أهميته الاستراتيجية جعلته أيضًا موقعًا لصراع مكثف خلال الصراع، فقد تحولت السيطرة على الحقل عدة مرات من ضمنها سيطرة داعش في 2014، مما أدى إلى اضطرابات في إنتاجه وتشغيله.